# Ablabesmyia philosphagnos
Ablabesmyia philosphagnos es una especie de insecto díptero del género Ablabesmyia, familia Chironomidae.

Fue descrito por primera vez en 1966 por Beck. 

## Distribución
Se distribuye desde Columbia Británica a Ontario y Florida.